# Amon
 Ovo je glavno značenje pojma Amon. Za druga značenja pogledajte Amon (razdvojba).
| i | mn · n | C12 |

Amon (izvorno Amun; egipatski: skriveni) je egipatsko i libijsko božanstvo, bog Tebe, staroga i glavnog grada Egipta od XI. (Srednje kraljevstvo) do XXI. dinastije (Novo kraljevstvo). Bilo je božanstvo u egipatskoj mitologiji, koje je s vremenom postalo jedno od najvažnijih u drevnom Egiptu, prije nego što je postalo opskurno. Stvoritelj je duše -ba. Grci su ga poistovjećivali sa svojim vrhovnim božanstvom Zeusom. Amon je povezivan i s Minom, bogom plodnosti, pa je tako nastao Amon-Kamutef ("Bik Svoje Majke"). 

## Etimologija
Amonovo ime je također izgovoreno i kao Amun, Amoun, Amen, rjeđe Imen (grčki Ἄμμων čitano Ammon, te Ἅμμων čitano Hammon, egipatski čitano Yamanu), ali je u rijetkim slučajevima zvan i Imenand. Amonovo ime se u egipatskim zapisima prvi put pojavljuje kao ỉmn, što na egipatskom jeziku znači skriveni. S obzirom na to da se samoglasnici nisu upisivali u egipatske hijeroglife, egiptolozi su posredno zaključili da se ime izgovaralo kao *Yamānu (čitano, IPA /jamaːnu/). Ime je preživjelo na koptskom jeziku Amoun. 

## Rođenje i štovanje
Na početku vremena postojao je samo ocean  Nun. Prema mitu iz Hermopolisa, Nun je imao svoju ženu Naunet. Iz Nuna je izdignut brežuljak, a na njemu je stvoren Amon ("onaj skriveni", prema Hermpolisu je Amon postojao prije brežuljka, te je imao ženu Amaunet). Amon je na brežuljku ispljunuo Šua i Tefnut, blizance. Oni su postali roditelji neba (Nut) i Zemlje (Geb). U Hermopolisu su se Nun, Naunet, Amon i Amaunet slavili kao "očevi i majke koji su postojali prije pravih bogova". Ubrzo je Amon postao "kralj bogova", a to će najviše biti u Novom kraljevstvu. Na kraju, Amon je postao "nespoznatljivi". Amon je bio najviše štovan u Karnaku i Luxoru. Svi su faraoni htjeli pokazati svoju pobožnost gradeći dvorane sa stupovima u obliku papirusa. U hramu su štovani Amon (zaštitnik hrama), Mut (Amonova žena koja je pobijedila bivšu Amonovu suprugu) i Khonsu (bog Mjeseca, sin Amona i Mut). Put omeđen ovnoglavim sfingama se može i danas vidjeti, a njime je putovao Amon tijekom procesija do Luxora, a putem omeđenim palmama do Minovog hrama, gdje bi postao Min. Amonovi svećenici su bili vlasnici bogatih riznica, jer su faraoni darovali novac kao žrtvu Amonu, a taj su novac prisvojili svećenici. Amonov hram je zatvoren tijekom razdoblja Amarne, kad je vladao Amenofis IV., a čini se da je Nefertiti (faronova supruga) ipak poslije vratila Amonov kult i vratila svećenike koji su ostali nezaposleni. Danas je hram bez krova, ali još uvijek postoje mnogobrojni stupovi i obelisci.Teba je glavni grad Egipta.

## Amon u egipatskom panteonu
Postupno, kako je Amon bio bog zraka, on je povezan s dahom života, kojim je stvorena ba, osobito u Tebi. Njegova je žena Amaunet. Amon je opisan u ljudskom obliku, kako sjedi na prijestolju, nosi na glavi veliku krunu, vjerojatno od perja ptica, što upućuje na njega kao boga vjetra i zraka. Međutim, kako je Mut, druga Amonova žena neplodna, usvojila je Menthua. U kasnijim godinama, s obzirom na oblik bazena izvan svetoga hrama Mut u Tebi, Menthu je bio zamijenjen, Khonsuom, bogom Mjeseca, koji je pravi Amonov i Mutin sin, jer je Mut ipak plodna, zbog naslova “Ona koja rađa, a rođena nije”.
Faraoni pripisuju svim svojim uspješnim poduhvatima Amonovo djelovanje i oni daju mnogo svog bogatstva i zarobljenog plijena na izgradnju svojih hramova. S obzirom na klanjanje Amonu, grčki putnici u Egiptu su podržali Amona, kralja egipatskih božanstava, jer je kao grčki kralj bogova, Zeus. Isto tako, Amonova je supruga Mut postala povezana sa Zeusovom ženom Herom. Amonova je sveta životinja ovan, a ovnovi su bili simbol muškosti, pa je Amon postao božanstvo plodnosti, i tako je započeo apsorbirati identitet Mina, itifaličnog boga plodnosti, pa postaje Amon-Min (Amon-Kamutef). Ovo udruženje s bogom muškosti dovelo do toga da Amon-Min dobiva epitet Kamutef, “Bik Svoje Majke”. Kao što je Amonov kult bio veći, Amon je postao identificiran s bogovima vladarima, Sunčevim bogovima, kao Ra-Harakhte. Ova identifikacija je dovela do spajanja identiteta, pa nastaje Amon-Ra. On preuzima sve Raove moći i potomke kao svoje. Ra-Harakhte je bog Sunca, spoj Ra i Horusa. On je vidljiv danju, a Amon-Ra znači skriveno noćno Sunce.

## Kult
U početku je Amon bio tebanski bog, a prvi se put spominje u Sakkari. Tijekom 18. dinastije, faraon Ehnaton (također poznat kao Amenofis IV.) uveo je Atonov kult, vjeru u snagu Sunčevog kruga. Međutim, ovo je bilo nepopularno, posebno s prethodnim svećenicima hrama, koji su bez posla. Nakon faraonove smrti, opet se vraća politeizam s kultom Amona i Mut. Svećenici uvjeravaju novog faraona Tutankhamona, čije je ime značilo "Živa Slika Atona", da promijeni svoje ime u Tutankhamon, "Živa Slika Amona". Međutim, u ostalom Egiptu, popularnost njegova kulta je brzo nestala zbog Ozirisa i Izide, koji nisu imali nikakve veze s heretikom Ehnatonom. I tako je Amon razdvojen od Ra. U područjima izvan Egipta, gdje su Egipćani ranije donosili žrtve Amonu, njegova sudbina nije bila propadanje kulta. U Nubiji, gdje je njegovo ime Amane, on je ostao nacionalni bog, sa svojim svećenicima. Prema Diodoru Sicilskom, oni su čak i kraljeve tjerali da počine samoubojstvo, odnosno imali su toliko uvjerenje. Isto tako, u Libiji je ostao Amon u Libijskoj pustinji, u oazi Siwa. Njegov je ugled među Grcima bio tolik da je Aleksandar Veliki smatran njegovim sinom.

## Vanjske poveznice
|  | Zajednički poslužitelj ima još gradiva o temi Amon |